# 西栄町 (会津若松市)
西栄町（にしさかえまち）は、福島県会津若松市の町。郵便番号は965-0877。

## 概要
会津若松市市街地の中部に位置しており、国道118号西側の地域を町域とする。
町名は、町域が旧栄町の西部に当たることからとされる。

## 地理
会津盆地南東部に位置する会津地方の中心都市、会津若松市の北西部に位置する。周囲の地域とともに阿賀川の支流、湯川、溷川やその支流により形成された扇状地上に発達した会津若松市の中心市街地を形作る。東は東栄町、西は日新町、本町、南は山鹿町、追手町、北は中町、栄町に接する。

## 歴史

### 近世
江戸時代、会津藩により周辺が治められていた時代において、現在の西栄町周辺は横通（よこどおり）、桂林寺町など若松城（鶴ヶ城）下の一部だった。このうち、横通は若松城下郭内のうち北部の地域で、当時下町に属していた桂林寺町は、商人などが住む若松城下郭外北部の地域だった。その後、戊辰戦争により現在の西栄町付近は大きな被害を受ける。

### 近代
明治時代に入ると、江戸時代からの若松城下の町は再編され、本丁、米代、小田垣、横道、権現下郭に加えて、小田町、半兵衛町のそれぞれ一部（加えて外小田垣を含むと考えられている）が合わさり、若松栄町となったほか、桂林寺町は若松桂林寺町となった。このうち、栄町の町名は、戊辰戦争により周辺の地域が大きな被害を受けたため、以後栄えることを願い付けられたものされている。その後、1889年（明治22年）に町村制の施行によりそれぞれ若松町内の町名となったほか、合わせて栄町、桂林寺町の町名となり、1899年（明治32年）には若松町の市制施行によりそれぞれ若松市の町名となる。

### 現代
1955年（昭和30年）、当時の若松市と高野村、一箕村、神指村、門田村、東山村、大戸村、湊村が合併、会津若松市となったことから、以後栄町、桂林寺町は同市の町名となる。その後、1960年代に会津若松市の住居表示が実施され、現在の西栄町周辺も対象となる。そして、1965年（昭和40年）、旧栄町、桂林寺町の一部により西栄町が誕生する。
また、近年は会津若松市の計画する交通バリアフリー基本構想に沿って西栄町付近を通過する国道118号等の整備が行われ、歩道の拡幅等が実施されている。

## 町名の変遷
| 実施後 | 実施年月日               | 実施前           |
| ------ | ------------------------ | ---------------- |
| 西栄町 | 1965年（昭和40年）2月1日 | 栄町（一部）     |
| 西栄町 | 1965年（昭和40年）2月1日 | 桂林寺町（一部） |

## 世帯数と人口
2017年（平成29年）8月1日現在の世帯数と人口は以下の通りである。
| 町丁   | 世帯数  | 人口  |
| ------ | ------- | ----- |
| 西栄町 | 346世帯 | 703人 |

## 交通

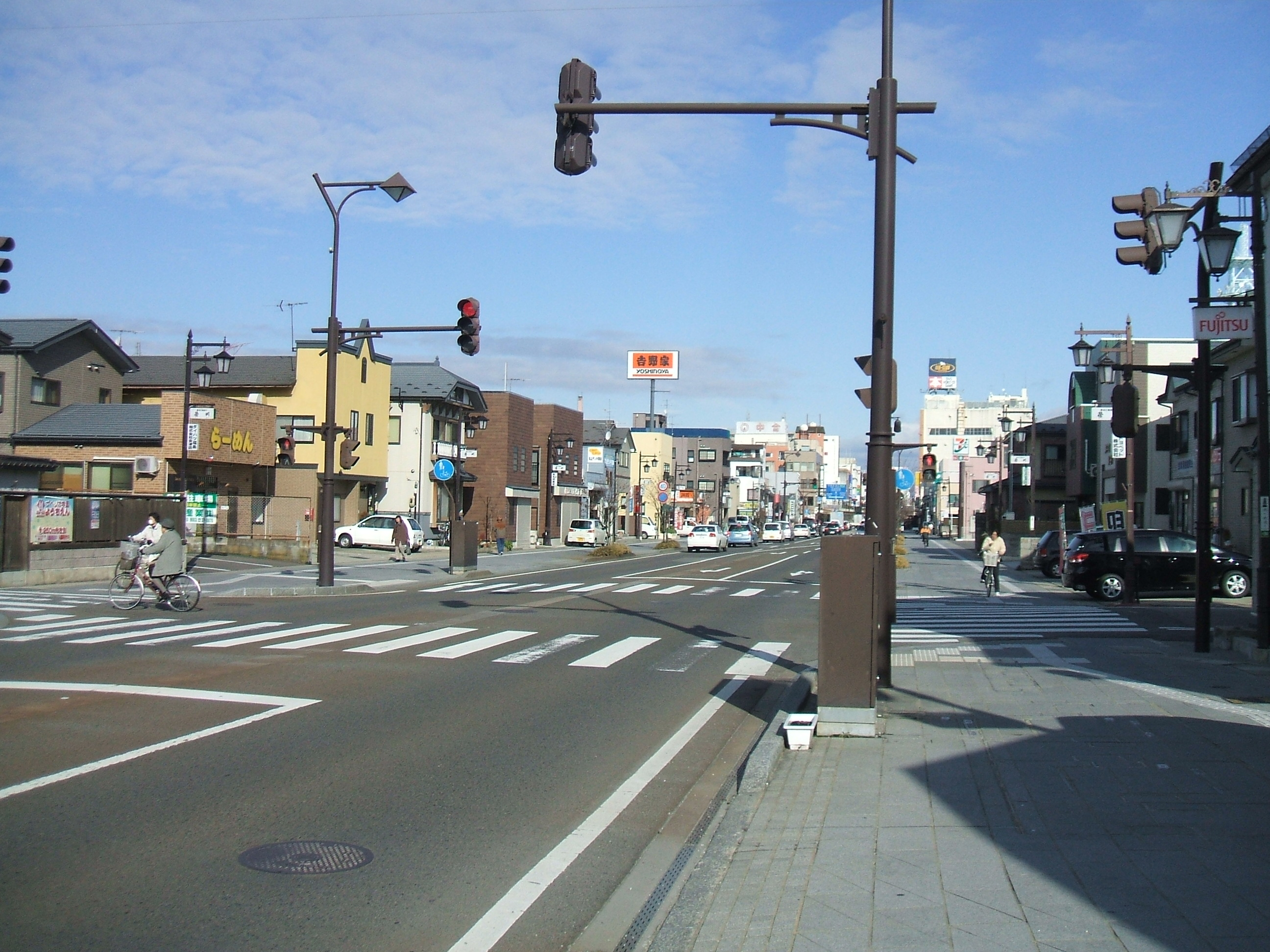
西栄町東側を通る国道118号の様子

### バス
町域東側を通る国道118号、町域西側を通る福島県道59号会津若松三島線、会津若松市道などで会津乗合自動車によるバスが運行されている。また、観光向けのバスとして運行されている「ハイカラさん」、「あかべぇ」も西栄町北側の会津若松市道を経由している。

#### 系統
- 市内1コース
- 市内2コース
- 市内3コース
- 市内4コース
- 市内5コース
- 市内6コース
- 鶴ヶ城・飯盛山線
- 芦の牧線
- 原長谷川線

- 塩川・喜多方線
- 熊倉・喜多方線
- 笈川線
- 永井野線
- 年貢町経由永井野線
- 本郷線
- 新鶴線
- リズム線

### 道路
- 国道118号
- 国道121号
- 国道401号
  - 国道121号、国道401号は国道118号との重複指定
- 福島県道59号会津若松三島線

## 施設
- 福島県立葵高等学校
- 会津若松ザベリオ学園小学校・中学校・高等学校